# Древнеиранская религия в античных источниках
Древнеиранская религия в античных источниках. Статья содержит обзор сведений античных авторов (древнегреческих, латинских и отчасти армянских и сирийских) V века до н. э. — VI века н. э. о религии иранских народов эпохи Ахеменидов, парфян и державы Сасанидов. Сведения о религии скифов и сарматов в данной статье не рассматриваются.
Учитывая то, что зороастрийская литература сохранилась довольно плохо, и много важной информации содержится лишь в относительно поздних текстах, значение античных источников довольно велико:
- Они подтверждают, что ряд зафиксированных раннесредневековыми источниками представлений существовал уже в эпоху Ахеменидов;
- показывают, что правители-Ахемениды отнюдь не были правоверными зороастрийцами, и их религиозные представления содержали ряд отличий;
- характеризуют сумму представлений греков о персидской религии;
- позволяют поставить вопрос о возможности персидского влияния на раннюю греческую философию, хотя и не содержат бесспорного ответа на него.

Подробно и систематически представления об иранской религии рассматриваются в книге Альберта де Йонга «Традиции магов: Зороастризм в греческой и латинской литературе» (Лейден, 1997) («Traditions of the Magi: Zoroastrianism in Greek and Latin literature»).
Де Йонг выделяет пять основных текстов, содержащих наиболее связное повествование (Геродот. История I 131—132; Страбон. География XV 3, 13-15; Плутарх. Об Исиде и Осирисе 46-47; Диоген Лаэртский. О знаменитых философах I 6-9; Агафий Миринейский. О царствовании Юстиниана II 23-25), и множество частных упоминаний. Специальные сочинения Аристотеля «О магии» и Гермиппа «О магах» не сохранились. Довольно подробный рассказ, претендующий на изложение учения магов, содержит также «Борисфенитская речь» Диона Хрисостома.

## Боги

### Ормазд
Верховного бога персов греки обычно называли Зевсом, и он «бесспорно соответствует» Ахура-Мазде. Геродот пишет о персах, что «Зевсу они обычно приносят жертвы на вершинах гор и весь небесный свод называют Зевсом».
Эпитеты персидского Зевса в античной литературе проанализированы де Йонгом, который обращает внимание на специфичный эпитет «царь» (Зевс Басилей у Ксенофонта), который отсутствует у Гомера и в Авесте.
Священную колесницу персидского Зевса перед колесницей самого Ксеркса везло 8 белых коней, но из похода она не вернулась, ей завладели фракийцы. Такую же колесницу перед войском Кира упоминает Ксенофонт; а перед войском Дария III — Курций Руф. Дион приписывает магам истолкование понятий колесницы и коня Зевса в духе стоической космологии.
Персидское имя бога упоминается у Платона и у цитирующего его Апулея. Плутарх упоминает представление, что свет исходит от царя (Дария III) по воле владыки Оромазда, а также что слуга персидского царя на рассвете напоминал ему о том, что Оромазд желает его действий.
Философскую концепцию Плутарх излагает, приписывая её самому Зороастру: Ормазд (Горомадз) произошёл из чистейшего света, от него происходят благие растения и животные, он воюет с Ариманием и создал шесть богов, после чего «троекратно увеличившись, удалился от солнца настолько, насколько солнце удалено от земли», и создал звёзды. Де Йонг сопоставляет упоминание о рождении из света с «Бундахишном» (I 44) и отмечает, что троекратное увеличение Ахурамазды в размерах неизвестно из зороастрийских текстов. Бенвенист предположил, что здесь речь идёт о Зурване.
Согласно Порфирию, маги учат, что бог Оромазд «телом своим подобен свету, а душою — истине», и это узнал от них Пифагор. Агафий также противопоставляет благого демиурга Ормузда злому и вредоносному Ариману.
В «Деяниях персидских мучеников» времени Шапура II содержится ответ одного из христиан царю, упомянувшему благость Ормазда и гнев Аримана, что христиане не верят в Ормазда — брата Сатаны, и его детей — солнце, луну и звёзды.

### Ариман
По учению, которое Плутарх приписывает непосредственно Зороастру, Ариманий — демон, более всего подобный мраку и неведению, ведёт постоянную войну с Ормаздом. Де Йонг обращает внимание на то, что характеристика «неведения» как свойства Аримана ближе к формулировке пехлевийских книг: «послезнание» (в Бундахишне). В «Авесте» же как свойство зла названа dužda- (причем отсутствует негативный префикс «не-»).
Плутарх рассказывает о жертвоприношениях Гадесу (Аиду) и Тьме, которым учил Зороастр наряду с жертвами благому божеству. Это умилостивительные и мрачные жертвы, которые приносились в месте, не знающем солнца, путём смешения травы омоми с кровью заколотого волка. Эти сведения Плутарха не имеют ясной интерпретации, ибо в сохранившихся зороастрийских текстах ни о каком почитании Аримана речи быть не может.
Кроме того, Плутарх, рассказывая о встрече Фемистокла с персидским царём, вкладывает в уста последнего молитву к Ариманию, чтобы тот внушал врагам мысль изгонять из своей страны лучших людей. Эту реплику считают недостоверной.
Краткое упоминание дэвов сохранилось в глоссе Гесихия, которая гласит: «дэвы — злые боги у персов». Кроме того, от авестийского Аэшма-дэва происходит имя Асмодей из «Книги Товита».

### Амеша-Спента
Шесть богов, созданных Ормаздом, перечислены в античной литературе только у Плутарха: светлый бог «…создал шесть богов: первым — бога Доброй Мысли, вторым — Истины, третьим — Справедливости и остальных — Мудрости, Богатства и Творца благих наслаждений. Ариманий же сотворил равное им число соперников». Они явно соответствуют авестийским Амеша Спента: Воху Мана, Аша Вахишта, Кшатра Вайрья, Спента Армаити, Хаурватат (или Амеретат, по Бенвенисту — Аши), Амеретат. Шесть творений Аримана в пехлевийской литературе названы поимённо.
Предполагается, что упоминаемая при изложении учения Зороастра в схолиях к «Алкивиаду I» «удачная мысль» (эпитихес ноэма) — греческий эквивалент зороастрийской «Благой Мысли» (Воху Мана) .

### Митра
Митра упоминается многими авторами, начиная с Геродота (который по неясным причинам считает его соответствием Афродиты Урании). Отмечается связь Митры с Солнцем, его функция посредника, связь со скалой и пещерой. Отдельную группу текстов составляют свидетельства о мистериях Митры, хорошо известных по многочисленным надписям.

### Женские божества
Принято считать, что Геродот называет Афродитой Уранией именно Анахиту, ошибочно назвав её Митрой (см. выше). Берос также отождествлял Анахиту с Афродитой, остальные авторы и надписи — с Артемидой, некоторые с Матерью богов.
Согласно Беросу, Артаксеркс II впервые воздвиг статуи Афродиты Анаитиды в Вавилоне, Сузах и Экбатанах, приказав почитать их. Плиний же сообщает, что первая цельная золотая статуя была воздвигнута в храме Анаитиды в области её имени (в Армении), и увезена и разрублена на части римлянами во время парфянского похода Антония.
О почитании персами Афродиты говорит и Страбон, несколько раз упоминающий имя Анаит. Географ говорит о её храме в Зелах, возведённом на кургане Семирамиды, с множеством храмовых рабов. По Страбону, Анаитиду особенно почитают армяне, построившие ей несколько святилищ, в том числе в Акилисене, где ей посвящают рабов и рабынь
Земля Анаитика в Армении, посвящённая Анаитиде и покоренная Помпеем, идентифицируется с упомянутой Страбоном Акилисеной (арм. Екелеац), где, по Мовсесу Хоренаци, находился почитаемый храм Артемиды.
При посвящении на царство Артаксеркс II посетил в Пасаргадах храм богини войны, которую Плутарх отождествляет с Афиной. Предполагается, что это либо та же Анахита, или Аши, или Миждуши.
Плутарх также рассказывает, что Артаксеркс II, когда его дочь-жена Атосса страдала от кожной болезни («белых лишаёв»), молил Геру о её исцелении и приказал усыпать золотом и серебром расстояние в 16 стадиев, отделявшее храм Геры от дворца. Де Йонг принимает мнение М. Бойс, что Герой здесь названа, вероятно, Спента Армаити.
Полибий упоминает «храм Эны» в Экбатанах, а Страбон — «святилище Анеи» около Арбел. Де Йонг приводит конъектуры, при которых в обоих случаях речь идёт о богине Нанайе; русские комментаторы считают, что в обоих случаях упоминается Анаит.
В храме Нанеи был убит царь Антиох, когда её жрецы забросали его камнями. Нанея (Нанайя) из Суз известна в парфянских документах из Нисы, по согдийским личным именам, на бактрийских монетах и в надписи Канишки, а также в Армении (из упоминания Агатангелоса).
В гимне Исиде, найденном на папирусе, среди её имён у разных народов перечислены Латейна у персов, Кора, Папсевсида у мидян, Нания у сузийцев.

### Другие божества
Геродот пишет, что, кроме Зевса, персы совершают жертвоприношения «солнцу, луне, огню, воде и ветрам». Страбон даёт близкий Геродоту перечень, называя среди почитаемых персами божеств Зевса, Гелиоса-Митру, Селену, Афродиту, огонь, землю, ветры и воду. Диоген Лаэртский говорит, что персы считали богами огонь, землю, воду и солнце.
Порядок перечисления не имеет чётких аналогий в иранских источниках. Под солнцем, по де Йонгу, нужно понимать солнечное божество Хвар из младшей Авесты; луна — это бог Мах, Земля — Зам, Огонь — Атар, ветер — Вайю или Вата; какое водное божество имелось в виду, неясно — это могли быть Апам Напат, Апи (Ахурани), Анахита или Хаурватат (по Стратановскому, солнце — это Митра, а вода — Апи; по Ван-дер-Вардену, земля — это Армаити)
Плутарх, излагая иранскую космогонию, пишет, что после первых шести божеств Ормазд создал ещё 24 благих бога и поместил их в яйцо, а 24 злых бога, происшедших от Аримана, проникли в это яйцо, отчего добро смешалось со злом. Сравнение мира с птичьим яйцом есть в пехлевийском сочинении «Суждения духа разума».
В точности 24 бога в зороастрийских текстах не упомянуты. Однако Мар Бархад-Бешабба упоминает, что Заратуштра признавал только 24 бога, а всего было 30 календарных богов (включая тетраду Зурвана, Ормазда и Аремана). В анонимном трактате «Об ошибке магов» также речь идет о 30 богах в связи с календарём.
Среди звёзд, которыми Ормазд украсил небо, особо выделен Сириус, названный «стражем и дозорным». В «Авесте» ему соответствует Тиштрия, которому посвящён отдельный яшт, где он назван «главой и надзирателем звёзд».
Страбон упоминает святилище персидского бога Оман(ос)а в Каппадокии и указывает, что в торжественной процессии носят деревянную статую этого бога. Как правило, Оманоса отождествляют с Воху-Мана, что принимает и де Йонг. Бенвенист предположил, что это Вэртрагна, ибо зороастрийский Воху-Мана слишком абстрактен, чтобы изображаться в виде статуи. С этим свидетельством сравнивают находку деревянной нагой фигуры мужчины в половину роста из Согда VI века.
В городе Зелы в Каппадокии было общее святилище Анаите и божествам Оману и Анадату. Для имени Анадата убедительная этимология отсутствует.
Страбон говорит о святилище «Мена Фарнакова» в Понте, характеризуя его как храм Селены (то есть лунного божества). Де Йонг отмечает связь, но не тождество анатолийского Мена и персидского лунного Маха; причем предполагает, что имя Фарнака может происходить от перс. «хvarənaŋuhaņt» («обладающий славой»).
Тацит рассказывает, что парфянский царь Готарз перед войной с соперниками приносил жертвы на горе Санбул, где больше всего почитался Геркулес. Бог являлся жрецам в сновидении и приказывал им приготовить коней, нагрузить их колчанами со стрелами и отправить бродить по лесам, а затем вновь в сновидении сообщал жрецам, в каких лесах он охотился, и где следует искать убитых зверей. Бога, названного Геркулесом, сравнивают с Вэртрагной (в частности, на основании изображений, а также потому что армянские авторы переводят имя Геракла как Вахагн) либо с Санданом.
Упоминания персидских богов под греческими именами не всегда ясны. Так, рассказывается, как Дарий I, воюя с саками, на восходе солнца помолился богу, которого Полиэн называет Аполлоном, прося послать воду, и тут же пошёл дождь. Де Йонг считает, что Аполлоном здесь, возможно, назван Тиштрия, но вероятнее — Митра. А. А. Амбарцумян сопоставляет обращение Дария с авестийской молитвой Хушбам, произносимой на рассвете и содержащей восхваление Ахура-Мазды, а также упоминание Тиштрии-Сириуса, связанного с дождём. Прокопий отмечает персидский обычай приветствовать восход солнца земным поклоном; обращение к восходящему солнцу с заклинанием упоминает и Лукиан.
Эламские таблички упоминают богов Миждуши и Бритакамья, во времена Сасанидов был бог Сасан, из Бактрии известен божество Моздооано. М. А. Дандамаев приводит ряд имеющих иранские этимологии имен богов в «документах крепостной стены» из Персеполя: это Мишдуши, Пирдакания, Марираш, Наришанка (ир. Найрия-Санха), Сакурзиш (ир. Сайгрчиш), Наббазабба, Антузза
В надписях Антиоха I Коммагенского (62 год до н. э.) проводятся следующие отождествления: Оромазд (Ахура-Мазда) = Зевс; Митра = Аполлон = Гелиос = Гермес; Артагн (Веретрагна) = Геракл = Арес.
На монетах парфянских Аршакидов Зевс соответствовал Ахурамазде, Аполлон — Митре, Геракл Каллиник — Вэрэтрагне, Ника — Аши, а Деметра — Спента Армаити. На кушанских монетах изображались 14 или 15 божеств.

### Зурван
Не упоминается у Геродота или в ахеменидских надписях. Первое изложение доктрины зурванизма видят в пересказе учения магов у Евдема Родосского, цитируемого Дамаскием. По Евдему, от существа, которое называют то местом, то временем, и которое объединяет все познаваемые вещи, произошли добрый бог и злой демон, или свет и тьма. Место и время Ван-дер-Варден сравнивает с Тхвашей и Зурваном в текстах поздней Авесты. Вероятно, Зурвану акарана соответствует «Хронос Апейрос» в надписи Антиоха Коммагенского. Сопоставление же персидского Зурвана и Хроноса в ранних греческих теогониях остаётся гипотетическим.
Феодор Мопсуэстийский в сочинении «О религии персидских магов» (известном в очень краткой передаче Фотия) излагал доктрину Зарада: Зуровам — начало всего и его он называет Судьбой (Тихе), он совершал возлияния, чтобы породить Ормизда, и забеременел им и Сатаной.
Несколько более полный рассказ об Ормазде и Аримане сохранился в изложении сирийского автора Феодор Бар Коная и армянских авторов Езника и Егише. По их повествованию, Зурван хотел иметь сына и 1000 лет совершал жертву, но испытывал сомнения. От этого сомнения произошёл Ариман, который притворился Ормаздом и предстал перед отцом, и Зурван дал Ариману (как первенцу) власть на 9000 лет, но тот распознал обман.
Согдийцы-буддисты переводили как Зурван имя Брахмы, а согдийцы-манихеи называли Зурваном своего верховного бога. В армянских текстах Зруаном названа планета Сатурн. Сирийские тексты упоминают три ипостаси Зурвана: Ашокар, Фрашокар и Зарокар, соответствующие юности, зрелости и старости.
Мовсес Хоренаци со ссылкой на Беросову Сивиллу называет Зрвана древним царем, современником Титана и Япета, о котором Зрадашт, маг и царь Бактрии, сочинил, что тот был отцом богов. Зрвану в армянских текстах соответствует Крон в «Книгах Сивилл», пересказывающих Евгемера.

## Жрецы

### Зороастр
Авторы V века до н. э. (включая Геродота) о Зороастре ничего не сообщают (если считать сочинение Ксанфа подложным), а о магах говорилось вне связи с ним. В позднейшей традиции маги стали последователями Зороастра, а Зороастр — родоначальником магов. Его имя встречается в античных текстах в самых разных формах: Зарад, Зарат, Зарас, Затрауст и др.
По Гермодору Сиракузскому (ученику Платона), от Зороастра, первого из магов, до падения Трои прошло 5000 лет. По Гермиппу, Зороастр жил за 5000 лет до Троянской войны, усвоил свои учения от некоего Агонака, и ему известны два миллиона стихотворных строк, сочинённых Зороастром.
По Евдоксу, Зороастр жил за 6000 лет до смерти Платона. По Ксанфу Лидийскому, от Зороастра до переправы Ксеркса в Европу прошло 6000 лет, и после Зороастра был ряд магов-преемников.
В манихейском тексте «Кефалайа» Зарад назван Апостолом и Светочем, современником царя Гистаспа, чьи ученики записали его учение в книгах. Агафий Миринейский уже считает, что точное время жизни Зороастра (или Зорада), законодателя и основателя обрядов магов, нельзя установить, и хотя персы говорят, что он жил при Гистаспе, неясно, идёт ли речь об отце Дария или о другом человеке. По гипотезе М. Бойс, пехлевийская датировка жизни Зороастра следует античному синхронизму с его предполагаемым учеником Пифагором, у которого (здесь названного Забратом) в Вавилоне он изучил законы природы и очищений.
Плиний считает Зороастра персом, изобретателем магии; называет мидянина Зарата среди магов, последователей Зороастра; а также упоминает «второго» Зороастра, уроженца Проконнеса, жившего незадолго до мага Остана, спутника Ксеркса. Плиний также сообщает, что Зороастр засмеялся при своем рождении, а его мозг пульсировал с такой силой, что поднесенная к голове рука отскакивала, что предвещало его мудрость.
Гекатей Абдерский, рассуждая о законодателях различных народов, писал, что Затрауст из Арианы утверждал, что получил законы от Благого Духа. Аммиан пишет, что Зороастр был бактрийцем и распространил многое из халдейских тайных учений.
Дион Хрисостом передает, ссылаясь на персов, что Зороастр, стремясь к мудрости и праведности, удалился от людей на гору, и на эту гору упало пламя с небес, а Зороастр вышел из пламени невредимым. После этого Зороастр общался лишь с немногими людьми, способными постичь истину, и именно их, кого Зороастр научил песням и священным речениям, называют магами.
В схолиях к «Алкивиаду I» сообщается ряд деталей о Зороастре. Он был греком, жил за 6 тыс. лет до Платона и был сыном тех, кто произошёл с континента с другой стороны большого моря. Зороастр молчал с 7 лет и заговорил в 30 лет, и изложил философию царю. Возраст в 30 лет как время получения Зороастром откровения указывает пехлевийское сочинение «Задспрам».
По изложению Помпея Трога, Зороастр был бактрийским царем, изобрел магию, изучал астрономию, был побежден и убит Нином.

### Маги
Вероятно, самое раннее упоминание магов содержится в тексте Гераклита Эфесского, однако его считают интерполяцией. Если оно подлинно, то Гераклит называет магов среди тех, кто нечестиво посвящён в таинства. У Эсхила маги названы скорее в этническом контексте. Де Йонг делает из характера изложения у Геродота вывод, что маги уже были знакомы аудитории греческого историка, вероятно, из Ксанфа Лидийского.
По Геродоту, маги — одно из шести мидийских племен; вопрос о достоверности данного утверждения в современной науке не разрешён. Они должны обязательно присутствовать при жертвоприношении. Маг Смердис самозванно восходит на трон при помощи своего брата, мага Патизифа, а затем семь персидских вельмож организуют избиение магов.
Маги толкуют два сна мидийского царя Астиага о Кире, а затем сообщают ему, что сон сбылся, когда Кир стал царём в детской игре, и Астиагу больше нечего опасаться; однако после поражения от персов Астиаг приказывает посадить магов на кол. Маги толкуют сон Ксеркса как предвещающий власть над миром. О сне Кира, истолкованном магами, рассказывает историк Динон.
Кроме того, Геродот сообщает, что маги истолковали солнечное затмение как предвестник победы Ксеркса. По Цицерону, маги предсказывают будущее, собираясь в храме.
Клеарх из Сол называл индийских гимнософистов учениками магов. По Аммиану, напротив, Гистасп, отец Дария, который продолжил деятельность Зороастра, получил знания от брахманов и передал их магам.
У Лукиана маги, последователи Зороастра, смешиваются с халдеями из Вавилона, которые заклинаниями открывают вход в Аид. Апулей же восхваляет магию как благочестивую науку.
Аммиан пишет, что сперва магов было немного, но затем они увеличились в числе и живут в особых селениях, не укрепленных стенами, по своим законам.
Созомен упоминает великого начальника магов при дворе Сапора (Шапура II), и об участии магов и начальников магов в преследовании христиан. Эти сведения отражают иерархию жрецов времени Сасанидов, когда существовали титулы мобеда (от слова *magu-pati) и мобеда мобедов.
Христианский историк Сократ рассказывает, что в правление Йездигерда I маги были недовольны проповедью христианства, и во время молитвы царя негасимому огню спрятали под землей человека, который осудил царя за покровительство христианам, но когда царь по совету епископа Маруфы раскрыл обман, он обложил род магов десятиной и оказал почести Маруфе. В пехлевийской традиции этот царь осуждается за нечестивость.
Агафий Миринейский обращает внимание на то, что род магов возвысился после того, как царем персов стал Артаксар, победивший парфян и совершавший таинства магов; и во времена Агафия все общественные дела у персов устраивались по советам и предсказаниям магов, и лишь с их одобрения действия считались законными и справедливыми.

### Магусеи
Термин «магусеи» (магусии) проник в античную литературу из перевода сочинения Бардесана. Сирийский автор называл браки с родственниками персидским обычаем, и указывал, что магусеи (те персы, которые жили вне своей страны), продолжали его. Близкий текст содержится в Псевдо-Клементинах.
По Страбону, в Каппадокии в его время обитал большой клан магов, которых называли пирефами (греч. «возжигатели огня»), и было множество святилищ персидским божествам.
Известно, что в Каппадокии в эллинистическое время использовали зороастрийский календарь. При этом в текстах эпохи Ахеменидов зафиксирован не зороастрийский календарь, а древнеперсидский, с названиями месяцев по сельскохозяйственным работам.
О магусеях рассказывает каппадокиец Василий Великий в письме 258. По его изложению, магусеи пришли в его страну из Вавилона. Они — потомки Зарнувана, передают учение от отца к сыну, не имея книг, практикуют родственные браки, считают огонь богом и отвергают жертвы животных.
Приск рассказывает, что в 464 году персидское посольство в Константинополе жаловалось, что магам, которые издревле обитают во владениях ромеев, ромеи препятствуют в богопочитании и поклонении негасимому огню, на что ромеи ответили, что не беспокоят магов за вероисповедание.

### Пища, одежда и атрибуты
Диоген указывает, что маги ели овощи, сыр и грубый хлеб. Порфирий сообщает о трёх видах магов, различавшихся по отношению к мясоедению. Де Йонг считает эти сообщения недостоверными, ибо в зороастрийских текстах ничего не говорится о вегетарианстве.
По Страбону, маги держали в руках связку палочек из тамариска, произнося заклинания. Эта связка, первоначально представлявшая собой просто пучок травы, известна как барэсман или барсом. Об использовании прутьев сообщают ряд других античных авторов.
Белую одежду магов отмечает источник Диогена. Плутарх приводит толкование, согласно которому они носят такую одежду в уподобление сиянию и блеску и в противопоставление мраку и Аиду.
По Геродоту, приносящий жертву носит тиару с миртовыми ветвями (согласно Бойс, сообщение Геродота о совершении жертвы мирянином в присутствии жреца ошибочно), по Павсанию, эту тиару на голове носит сам маг. Страбон описывает её подробнее: тиара из войлока, её свисающие концы спускаются по щекам, закрывая губы; эта последняя деталь соответствует ахеменидским изображениям магов.

### Образование
Греческие авторы обращали внимание на то, что персы обучают детей правдивости и нравственности, и писали, что Фемистокл изучил науку магов по приказу царя. Филострат указывает, что маги обучают иностранцев только по приказу царя.
Согласно Платону, наследника персидского трона наимудрейший из персов обучает магии Зороастра, сына Ормузда, чья суть в почитании богов. По Николаю Дамасскому, философии у магов обучался царь Кир. На религиозное воспитание обращал внимание Филон.
По Страбону, персидские мудрецы при обучении юношей использовали мифические истории и рассказывали «с напевом и без пения о подвигах богов и доблестных мужей».

### Сочинения
Геродот называет песнь, исполняемую магом при жертвоприношении, «теогонией». Также он упоминает заклинания, которыми маги умилостивили ветер.
Маги пели гимны перед выступлением войска Дария в поход, а также перед вступлением Александра в Вавилон.
По Страбону, молитвы и заклинания произносились магами при любой жертве, причем у каппадокийских магов произнесение заклинаний в пирефии ежедневно занимало почти час.
Павсаний рассказывает со ссылкой на личный опыт, что маг из числа «персидских лидийцев» призывает богов на «варварском языке», читая заклинание по книге, после чего дрова на алтаре загораются сами собой.
Согласно Гермиппу, ему известны два миллиона стихотворных строк, сочинённых Зороастром. Однако из текстов, которые греческие авторы приписывали Зороастру, сохранился лишь ряд астрологических фрагментов. Во II—I веках до н. э. был известен греческий апокалиптический текст «Оракул Гистаспа», в котором излагалась 7-тысячелетняя схема мировой истории.

### Учение магов
Аристотель кратко характеризует их учение словами, что маги считают первое породившее наилучшим. О философии магов писал Филон Александрийский.
Прощальная речь Кира в «Киропедии» у Ксенофонта вряд ли передаёт какие-то представления персов, а скорее является изобретением греческого философа.
Историософскую концепцию магов излагает Феопомп, и она имеет чёткие соответствия в «Бундахишне»: история делится на трёхтысячелетние периоды: в первом побеждает один бог, во втором — другой, в третьем — они сражаются друг с другом, и наконец Гадес исчезнет, а люди станут счастливыми и не будут нуждаться в пище и жилищах, а победивший бог отойдёт на покой и будет отдыхать некоторое время. Феопомп в VIII книге «Истории Филиппа» и Евдем Родосский рассказывают, что по учению магов люди воскреснут из мёртвых и станут бессмертными. Предсказание о наступлении времени воскрешения мёртвых приписывает Зороастру также Эней из Газы (со ссылкой на Феопомпа).
Как пишет Плутарх, «грядет назначенное судьбой время, когда Ариманий, вызвавший мор и голод, будет за это по справедливости навсегда уничтожен и исчезнет, земля же станет ровной и гладкой, и будет одна жизнь и одно государство у всех людей, блаженных и говорящих на одном языке». Здесь переданы иранские представления о Фрашо-кэрэти, включая такую деталь, как исчезновение гор.
Плутарх, излагая доктрину учителя Пифагора Зарата в платонических терминах, указывает, что тот называл неопределённую двоицу матерью числа, а единое — отцом, и лучшими — числа, подобные монаде. Доктрина Зарата в передаче Ипполита противопоставляет мужское (светлое) и женское (темное) начала.
По Диогену, маги отвергали различение пола богов. Исследователи отмечают, что такое деление зороастризму не свойственно, и даже в гатах, не говоря уже о яштах, божества дифференцированы по полу.
Дион Хрисостом рассказывает, что в учении магов содержатся сведения о древней космической катастрофе (мировом пожаре), которую греки связывают с Фаэтоном; а также о всемирном потопе, который греки связывают с Девкалионом, и о наступлении эпохи чистейшего света и обновления мира, при этом излагая по сути стоическое физическое учение. По Нигидию Фигулу, маги сообщают, что наступит эпоха царствования Аполлона, то есть, вероятно, мировой пожар; де Йонг также сравнивает это со сведениями Сервия о Сивилле, предсказавшей владычество Солнца.

## Религиозные понятия
Ряд античных текстов, возможно, отражает персидские представления о хварно.
В частности, аргосец Никострат выставлял за обедом отдельный стол для гения персидского царя. «Добрый гений» персидского царя привёл к персам Фемистокла. Один перс упомянул царский даймон, когда Митридат стал хвастаться, что это он убил царевича Кира. Злой рок персов упоминает Дарий. По Страбону, понтийские цари клялись «Счастьем царя и Меном Фарнака». Любопытен также сон Кира о солнце, пересказанный Диноном.
По Геродоту, у персов не принято воздвигать статуи, храмы и алтари. Статуи впервые воздвиг лишь Артаксеркс II.
По Динону, персы приносили жертвы под открытым небом, считая образами богов только огонь и воду. Почитание персами стихий упомянуто рядом авторов, начиная с Геродота.
Цицерон приводит толкование, что Ксеркс приказал сжечь храмы афинян по настоянию магов, считая нечестивым держать богов взаперти. Впрочем, греки-современники считали поступок Ксеркса просто проявлением нечестивости. Исследователи иногда пытались сопоставить это известие с «антидэвовской надписью» Ксеркса.
Удивлявший греков обычай персов скрывать естественные отправления (не мочиться, не испражняться и не плевать в присутствии других) также связан с религиозными представлениями. Согласно Плинию, маги запрещают мочиться на тень, а также если наготу освещает солнце или луна. Видевдат содержит запрет мочиться стоя.

### Почитание огня
Геродот в одном месте своей «Истории» рассказывает, что персы считают нечестивым сжигать трупы, так как нельзя предавать богу человеческое тело, а Камбис II, приказав сжечь мумию Амасиса, нарушил эту норму. Впрочем, в другом месте Геродот упоминает, что персы восхваляли военачальника по имени Бог, который был осажден афинянами, приказал убить своих родственников и слуг, бросить их тела в огонь, а затем и сам совершил самосожжение.
Поэт Диоскорид в эпитафии рабу-персу подчёркивает, что огонь и реки не должны соприкасаться с трупами. Страбон даже указывает, что человека, который положил на огонь мёртвое тело, загрязнил его или подул на него, карали смертью.
Священный негасимый огонь несли перед персидским войском; и Курций Руф вкладывает в уста Дария перед битвой при Гавгамелах призыв к этому огню. Священный огонь персы гасили при похоронах царей; Александр приказал сделать это во время похорон Гефестиона.
Жертвы огню приносили, сжигая на нём сухие поленья с жиром и оливковым маслом. Об использовании дров для жертвоприношений огню говорит пехлевийское сочинение «Вавилонское дерево».
Сведения Максима Тирского, согласно которому персы говорили: «владыка огонь, ешь», считают недостоверными. Фирмик Матерн писал об изображении персами бога и богини огня; как считается, речь идёт о трехликой Гекате на митраитских памятниках.
Страбон говорит о жертвеннике на священном участке, с большим объёмом пепла, где маги поддерживали неугасимый огонь. Павсаний, описывая алтари огня в Лидии, обращает внимание на необычный цвет золы.
Исидор Харакский сообщает о негасимом огне в городе Асаак, где Аршак был впервые провозглашен царём. Аммиан Марцеллин даже говорит о почитании негаснущего огня, упавшего с неба. Прокопий упоминает негасимый огонь на жертвеннике в местности Адарвиган (известный из пехлевийских текстов как огонь Адур-Гушнасп) и сравнивает его с огнём в римском храме Весты.
Сирийские «Деяния персидских мучеников» упоминают, что во времена Йездигерда I один христианский священник разрушил храм огня, а другой — погасил священный огонь и отслужил в храме литургию. Другое сочинение «Деяния персидских мучеников» приводит диспут между персом Михрам-Гушнаспом, обратившимся в христианство (и ставшим мучеником в 614 году) и магом, причем первый утверждал, что маги, следуя Авесте, считают огонь Богом, а маг в ответ заявлял, что лишь молится Богу с помощью огня, потому что у него природа Ормазда.
Агафий говорит, что маги сохраняют негасимый огонь в священных зданиях и, глядя на него, вопрошают о будущем. Гадание магов по огню упоминает и Прокопий.

### Почитание водной стихии
Геродот отмечает, что персы почитают реки, не моют в них рук и не мочатся, последующие авторы также указывают, что персы не моются и не купаются в реках, и не моют даже лицо.
Основываясь на этом обычае, греческие сочинители книг о магах оспаривали рассказ Геродота о бичевании моря и погружении в него оков по приказу Ксеркса. Кроме того, Геродот приводит рассказ, который сам считает недостоверным, о том, как Ксеркс, переправляясь в Азию во время бури, приказал многим персам броситься в море, чтобы облегчить корабль.
Армянский царь Тиридат не хотел плыть по морю в Рим, и прибыл по суше; под тем же предлогом парфянский царь Вологез отказался посетить Нерона.
Порядок жертв водному божеству описал Страбон: близ озера, реки или источника вырывали яму и закалывали жертвенное животное так, чтобы кровь стекала в яму, но ни в коем случае не попала бы в воду.

### Жертвоприношения
Ксеркс I принёс Афине Илионской в жертву 1000 быков; а в жертву реке Стримон — белых коней. Для «персидской Артемиды» предназначались стада коров, специально отбираемые для жертвоприношений. По Геродоту, массагеты приносили в жертву Солнцу коней как самых быстрых животных, что сопоставляют с упоминанием «быстрых коней» Солнца в «Хуршед-яште»
Ксенофонт упоминает, что Кир принёс в жертву животных на горной вершине Зевсу Отчему, Гелиосу и другим богам. Рассказ Ксенофонта о том, что по приказу Кира были совершены всесожжения: Зевсу — быков, Гелиосу — коней, а также жертвы Гее и героям-покровителям Сирии, считается неточным. Также Ксенофонт говорит о жертвах скота в честь умершего Абрадата.
Коня в жертву реке Евфрат приносил парфянский царевич Тиридат. Филострат описывает, как парфянский царь принёс в жертву Солнцу белого нисейского жеребца.
В Илионе маги совершили жертвенные возлияния героям, также возлияния упоминает Ксенофонт. Тем не менее Геродот подчёркивает, что обычно персы не совершают возлияний. По Страбону, возлияния совершались на землю оливковым маслом, смешанным с молоком и мёдом.
Эсхил в трагедии «Персы» изображает жертвы по греческому обычаю. Жертвоприношение Митридата Понтийского Зевсу-Воителю на высокой горе описано Аппианом, причём детали описания недостоверны, ибо взяты у Эсхила.
Страбон подчёркивает, что у персов было принято всё жертвенное мясо делить между верующими. Каппадокийские маги убивали жертву не ножом, а поленом.
Упоминаемые античными авторами совершённые персидскими царями жертвы героям-покровителям Мидии и Ассирии, а также Сирии и героям Илиона сопоставлялись с иранским культом Фраваши, хотя и отмечалось, что фраваши есть только на иранских землях.
Человеческие жертвоприношения чужды зороастрийской религии, но упоминаются Геродотом, что вызвало ряд гипотез с целью их объяснить. Геродот называет персидским обычаем закапывание жертв живыми в землю. Так, Камбис закопал 12 знатных персов живыми в землю, а также производил гадание на убитом человеке. Во время похода на Грецию в местечке Эннеагодой в области эдонов во Фракии были закопаны живыми в землю 9 мальчиков и 9 девочек; а жена Ксеркса I Аместрида приказала закопать 14 сыновей знатных персов в благодарность подземному богу. Другое жертвоприношение связано с обычаем прохождения между «рассечённых частей»: Ксеркс приказал казнить старшего сына лидийца Пифия, который просил освободить его от похода, разрубить его пополам и положить обе половины по разные стороны пути войска.
Кроме того, в жертву пленного грека принесли и моряки персидского флота (вероятно, финикийцы).

### Животные и обычай храфстра
Геродот отмечает, что маги ставят себе в заслугу уничтожение многих животных: змей, пресмыкающихся, муравьёв и летающих животных. Это бесспорное указание на зороастрийский обычай храфстра, который также отмечен для камбоджей в санскритской литературе. Также персы убивают белых голубей как носителей проказы.
Плутарх указывает, что маги почитают ежа и преследуют водяных крыс, и объясняет обычай тем, что птицы и лесные ежи — собственность Ормазда, а водяные мыши — Аримания, и поэтому счастлив убивающий их в большом числе. Похвала благому ежу содержится в «Видевдате» (XIII 2-5). «Водяная мышь» — согласно де Йонгу, это Плиниева mus marinus (вид черепахи, мнение Бенвениста), либо водяная крыса (англ. waterrat), либо морской ёж (англ. sea-urchin).
Агафий пишет, что во время праздника магам доставляют убитых змей и пустынных животных.

### Близкородственный брак
Одним из наиболее необычных для иноземцев обычаев был близкородственный брак (хваэтвадата), разрешённый, а в отдельных случаях даже рекомендованный в зороастризме, который современными зороастрийцами давно не практикуется.
Геродот рассказывает, что Камбис II женился на своих двух сестрах, причем приписывает введение этого обычая именно царю, который сделал это вопреки законам. Намек на кровосмешение у варваров содержится у Еврипида. О том, что персы могут совокупляться с матерями, писал Ктесий. Сотион писал в XXIII книге о дозволении сожительства с матерью и дочерью.
Известны рассказы, как Парисатида пыталась соблазнить своего сына Артаксеркса. Артаксеркс II взял в жены свою дочь Атоссу (по внушению матери Парисатиды), а также другую дочь Аместриду. Сатрап бактрийской области Наутака, покорившийся Александру, был женат на своей матери, которая родила ему двух сыновей. Примеры близкородственных браков известны и для монархов иранского происхождения I века до н. э., хотя этот обычай был распространён и у Птолемеев.
Климент Александрийский говорит о сожительстве магов с матерями, дочерьми и сестрами, ссылаясь на книгу Ксанфа Лидийского «О магах». Другие авторы также пишут, что персы, а особенно маги, женятся на матерях. Согласно Агафию, этот развращенный обычай распространился в его время под влиянием учения Зороастра, а древними персами отвергался. Филон Александрийский подчеркивает преимущество потомства таких браков.

### Смерть и погребение
Онесикрит писал, что у бактрийцев был обычай бросать тяжелобольных и стариков на съедение собакам, которых те называли «могильщиками», и внутри городских стен было множество людских костей; а Александр уничтожил этот обычай. Точность этих сведений подвергалась сомнению. Обычай оставления тяжелобольных вне лагеря у персов описан также Агафием, а оставление больных и стариков у гирканцев и скифов — Порфирием.
Когда царь персов умирает, объявляется пятидневная аномия (беззаконие). Персы оплакивали царя, обрезав волосы и надев траурные одежды.
Ингумация. Геродот и его последователи отмечают, что у персов тела умерших предаются земле, покрытые воском либо чем-то обернутые.
Также упоминаются похороны под курганом и обычное погребение.
В военных условиях такие похороны не всегда были возможны. В земле были похоронены по приказу Ксеркса 19 тыс. персов, погибших под Фермопилами; так же были погребены знатные персы после битвы при Иссе.
Кроме того, сохранилось подробное описание гробницы Кира Великого, где тело царя лежало в золотом саркофаге, и она охранялась магами, но была разграблена, за что Александр приказал пытать магов-сторожей.
Могилы царей у Нисы в Парфиене упоминает Исидор Харакский, а курганы в Мидии — Агафий. Как сообщает Дион Кассий, Антонин Каракалла, воюя с парфянами, захватил могилы парфянских царей близ Арбелы и выбросил оттуда их кости; Бойс считает более вероятным, что на деле это были захоронения правителей Адиабены.
Выставление. Об этом специфическом зороастрийском обычае впервые сообщает Геродот: труп перса выставляется на растерзание хищным птицам и собакам. Кучи костей персов и египтян Геродот видел на поле битвы в Папремисе.
По Цицерону и Страбону, на съедение птицам выставляют трупы именно маги. Помпей Трог указывает, что парфяне отдают трупы на растерзание птицам и собакам, а затем голые кости зарывают в земле. Гирканцы выращивают для этого особую породу собак. Также Секст Эмпирик упоминает, что персы сажают на кол умерших и бальзамируют.
Агафий уже описывает обычай выставления на съедение псам и птицам как типичный для всех персов, а погребение в земле или в гробе — как запрещенный, но распространённый в прошлом.
Согласно Феодориту, Зарад учил отдавать тела на растерзание собакам и птицам, но теперь иранские христиане, вопреки запрету, хоронят их в земле. Законодательный запрет предавать тела земле упоминает Прокопий. Когда царь Кавад потребовал от царя иберов Гургена следовать этому обряду, тот перешёл на сторону византийцев.
Когда группа философов-платоников во главе с Дамаскием посетила Персию, они увидели по дороге непогребенный труп и решили захоронить его, но безуспешно, и умерший явился философу во сне, после чего тот истолковал запрет хоронить трупы в земле-матери как наказание персам за их обычай сожительства с матерями.

### Праздники
Ктесий говорит, что царю персов дозволено пить только в день жертвоприношения Митре. Дурид же пишет, что в праздник Митры царь пьет и танцует, а в этот день никто более не может танцевать. На праздник Митракины армянский сатрап ежегодно посылал персидскому царю 20 тыс. жеребят.
Геродот рассказывает, что день «избиения магов», когда был убит самозванец Смердис, считался величайшим праздником персов. Ктесий также связывает установление праздника «магофонии» с убийством мага-самозванца Сфендадата. Выражение «убийство магов» встречается также у Иосифа Флавия, а также во фрагменте согдийского текста, где оно приписывается Александру Македонскому.
Этот рассказ остаётся одним из самых спорных в истории Ахеменидской державы. Одна группа учёных отвергает достоверность «официальной версии» Ахеменидов, другая — признаёт. По Бехистунской надписи, маг Гаумата был убит в 10 день месяца Багаяди (праздника Митры), или 29 сентября.
Сакеи восточными авторами не упоминаются, в частности, в трактате Бируни — основном источнике по зороастрийским праздникам.
Страбон приводит два рассказа о происхождении этого праздника. По одному из них, он был учрежден, когда саки напали на Каппадокию, а персидские полководцы напали на них ночью, когда те отмечали делёж добычи, и перебили всё племя, после чего воздвигли святилище Анаите, Оману и Анадату и установили ежегодный праздник, который в городе Зелы отмечался ещё во время самого географа.
По другой версии, царь Кир воевал с саками и устроил им засаду, позволив захватить свой лагерь. Когда саки заняли лагерь и перепились, Кир напал на них и перебил, после чего посвятил день своей победы отеческой богине, причем праздник характеризуется как вакхический, «на котором одетые в скифскую одежду мужчины пьют и непристойно заигрывают друг с другом и с пирующими вместе с ними женщинами».
Согласно Беросу, праздник Сакеи проходит в Вавилоне 5 дней, с 16 дня месяца лоя. Рабы правят господами, а один из них носит одежду царя, и назван зоган. Этот праздник упоминается Ктесием в книге 2. Дион Хрисостом рассказывает, что во время празднования сакей персы берут одного из осужденных на смерть, сажают его на царский трон, и на протяжении нескольких дней он пользуется внешними признаками власти, а затем его вешают.
Связь описания античных авторов с вавилонским Новым годом akītu, ранее популярная, отвергается (ван дер Торн). Де Йонг считает, что в описании Диона что-то перепутано.
Новруз античные авторы не упоминают, однако намек на него есть у Страбона, который указывает, что браки у персов совершаются в начале весеннего равноденствия. При этом из более поздних источников хорошо известна иранская традиция отмечать свадьбы в новруз.